# Nodar Kumarit'ashvili
Nodar Kumarit'ashvili (in georgiano ნოდარ ქუმარიტაშვილი?; Borjomi, 25 novembre 1988 – Whistler, 12 febbraio 2010) è stato uno slittinista georgiano.

## Biografia
Aveva debuttato nella Coppa del Mondo di slittino 2009, concludendo al 55º posto in classifica generale. L'anno seguente venne chiamato a rappresentare il suo Paese ai Giochi olimpici invernali di Vancouver, in quanto campione nazionale.
Sulla pista del Whistler Olympic Park le prove di gara iniziarono già poche ore prima della cerimonia inaugurale dei giochi. Durante una di queste discese, Kumarit'ashvili sbagliò l'ingresso nell'ultima curva e venne sbalzato via dallo slittino, volando quindi fuori pista e sbattendo la testa contro uno dei pilastri d'acciaio che reggevano la copertura del tracciato. La violenza dell'impatto (avvenuto a una velocità di 144,3 km/h) rese inutile la protezione del casco; nonostante i soccorsi tempestivi e il trasporto in ospedale, lo slittinista fu dichiarato morto un'ora e mezza dopo l'incidente.
Già in precedenza alcune squadre di slittino avevano sollevato preoccupazioni circa la sicurezza degli atleti sulla pista olimpica; l'incidente di Kumarit'ashvili era avvenuto tuttavia in un tratto che non era stato identificato come una zona di pericolo. A seguito del gravissimo fatto, tuttavia, la pista venne accorciata e sul bordo esterno del rettilineo d'arrivo fu eretta una parete in legno compensato. Kumarit'ashvili fu il primo atleta a morire su uno slittino dopo il 1975, e il quarto atleta deceduto per un incidente nel corso di gare o prove in occasione dei Giochi olimpici invernali dopo due sciatori, l'australiano Ross Milne (1964) e lo svizzero Nicolas Bochatay (1992), ed un altro slittinista, il britannico Kazimierz Kay-Skrzypecki (ancora nel 1964).
Era cugino di Saba Kumarit'ashvili, anch'egli slittinista.

## Palmarès

### Coppa del Mondo
- Miglior piazzamento in classifica generale nel singolo: 44° nel 2009/10.

## Riconoscimenti
- Nel novembre del 2010 venne insignito postumo dell'ordine olimpico in argento, il secondo riconoscimento più prestigioso assegnato dal CIO[6].